# Carlos Tábora
Carlos Ramón Tábora Hernández (Sabá, Colón, Honduras, 30 de enero de 1965) es un exfutbolista, pedagogo y entrenador hondureño. Actualmente dirige al Atlético Junior de la Liga de Ascenso de Honduras.

## Trayectoria

### Como jugador
Como jugador, Tábora tuvo una efímera carrera en clubes de la Segunda División de Honduras. Se desempeñó como defensa central y jugó en clubes como Independiente Villela y Hermacasa. Sin embargo, decidió abandonar su carrera futbolística muy temprano.

### Como entrenador
Independiente Villela
Su primera experiencia registrada fue cuando dirigió a Independiente Villela, con el cual consiguió el ascenso a la Liga Nacional de Honduras en 1995.
Platense
En 2001, dirigió de manera interina al Platense de la Liga Nacional.
Selección Sub-17
Comenzó su carrera como entrenador de selecciones nacionales en el año 2002, cuando dirigió a la Selección de Honduras Sub-17 con el objetivo de clasificarla al Mundial Sub-17 de 2003 en Finlandia.
Villanueva
En 2007, fue anunciado como entrenador del Villanueva de la Liga de Ascenso. En febrero de 2008, tras una serie de malos resultados, renunció a la dirección técnica del club. 
Parrillas One
En 2010, dirigió al Parrillas One en la Liga de Ascenso. Ese año, el club parrillero se consagró campeón del Torneo Apertura.
Villanueva (2ª etapa)
Para el Torneo Apertura 2011 de la Liga de Ascenso, Tábora regresó a dirigir al club cañero. Debutó el 12 de agosto de 2011 durante el empate de 1-1 entre Villanueva y Parrillas One.
Sula
El 16 de febrero de 2012 fichó por el Sula de La Lima, en sustitución de Allan Bennett. Dirigió su primer juego el 19 de febrero contra Olimpia Occidental en la ciudad de La Entrada. En su único torneo dirigido logró salvar al equipo del descenso a la tercera división.
Selección Sub-21
En el mes de marzo de 2013 dirigió a Honduras en los Juegos Deportivos Centroamericanos 2013 en donde la Selección de Honduras Sub-21 se adjudicó el título de campeón.
Selección Sub-15
Posteriormente, en agosto de ese mismo año, dirigió a la Selección de Honduras Sub-15 en el Campeonato Sub-15 de la Concacaf de 2013. En ese campeonato, sus dirigidos también se adjudicaron el título de campeón.
Parrillas One (2ª etapa)
El 8 de diciembre de 2013 se anunció su regreso a la dirección técnica del Parrillas One, pero esa vez en la máxima categoría del fútbol hondureño. Su primer juego dirigido fue el empate de 1-1 contra Marathón en el Estadio Olímpico Metropolitano de San Pedro Sula. Una vez concluido el torneo, su equipo quedó en el séptimo lugar de la tabla de posiciones con 20 puntos y no logró clasificar a la liguilla tras caer ante Motagua en el partido correspondiente a la jornada 18.
Platense (2ª etapa)
El 2 de febrero de 2015 firmó contrato por un año con el Platense, en relevo de Carlos Martínez Pineda. Logró una excelente participación en el torneo de copa, perdiendo la final contra Olimpia. Desafortunadamente, sus dirigidos realizaron una pésima campaña en la liga tras haber finalizado en la décima posición de la tabla de posiciones.
Selección Sub-20
Dirigió a la Selección de Honduras Sub-20 en la Copa Mundial de 2017. En esa justa mundialista, sus dirigidos ocuparon el tercer puesto del Grupo E.
Selección Absoluta
El 26 de febrero de 2018 fue anunciado como seleccionador de Honduras.

## Clubes
| Club                         | País     | Año       |
| ---------------------------- | -------- | --------- |
| Independiente Villela        | Honduras | 1995      |
| Platense                     | Honduras | 2001      |
| Selección de Honduras Sub-17 | Honduras | 2002      |
| Villanueva                   | Honduras | 2007-2008 |
| Parrillas One                | Honduras | 2010      |
| Villanueva                   | Honduras | 2011      |
| Sula                         | Honduras | 2012      |
| Selección de Honduras Sub-21 | Honduras | 2013      |
| Selección de Honduras Sub-15 | Honduras | 2013      |
| Parrillas One                | Honduras | 2014      |
| Platense                     | Honduras | 2015      |
| Selección de Honduras Sub-20 | Honduras | 2016-2019 |
| Selección de Honduras        | Honduras | 2018      |
| Real Sociedad                | Honduras | 2019-2020 |
| Real Sociedad                | Honduras | 2020-2021 |
| Real Sociedad                | Honduras | 2022      |
| Oro Verde                    | Honduras | 2022-Act. |

## Estadísticas

### Resumen de competencias
| Selección                      | Competencia                                              | Resultado    |
| ------------------------------ | -------------------------------------------------------- | ------------ |
| Selección de Honduras (Sub-17) | Eliminatoria al Campeonato Sub-17 de la Concacaf de 2003 | Primera fase |
| Selección de Honduras (Sub-21) | Juegos Deportivos Centroamericanos de 2013               | Campeón      |
| Selección de Honduras (Sub-15) | Campeonato Sub-15 de la Concacaf de 2013                 | Campeón      |
| Selección de Honduras (Sub-20) | Eliminatoria al Campeonato Sub-20 de la Concacaf de 2017 | Campeón      |
| Selección de Honduras (Sub-20) | Campeonato Sub-20 de la Concacaf de 2017                 | Subcampeón   |
| Selección de Honduras (Sub-20) | Copa Mundial de Fútbol Sub-20 de 2017                    | Primera fase |
| Selección de Honduras (Sub-21) | Juegos Deportivos Centroamericanos de 2018               | Campeón      |
| Selección de Honduras (Sub-21) | Juegos Centroamericanos y del Caribe de 2018             | Tercer lugar |
| Selección de Honduras (Sub-20) | Copa Mundial de Fútbol Sub-20 de 2019                    | Primera fase |

### Partidos internacionales (Selección absoluta)
| 1. | 28 de mayo de 2018    | Daegu     | Corea del Sur          | 0 - 2 (0 - 2) | Amistoso |               |
| 2. | 2 de junio de 2018    | Houston   | El Salvador            | 0 - 1 (0 - 1) | Amistoso |               |
| 3. | 11 de octubre de 2018 | Barcelona | Emiratos Árabes Unidos | 1 - 1 (1 - 1) | Amistoso | Romell Quioto |

## Palmarés

### Como entrenador

#### Campeonatos nacionales
| Título                       | Club                  | País     | Año  |
| ---------------------------- | --------------------- | -------- | ---- |
| Segunda División de Honduras | Independiente Villela | Honduras | 1995 |
| Torneo Apertura (Ascenso)    | Parrillas One         | Honduras | 2010 |

#### Campeonatos internacionales
| Título                                            | Selección                    | País         | Año  |
| ------------------------------------------------- | ---------------------------- | ------------ | ---- |
| Medalla de Oro Juegos Deportivos Centroamericanos | Selección de Honduras Sub-21 | Costa Rica   | 2013 |
| Campeonato Sub-15 de la Concacaf                  | Selección de Honduras Sub-15 | Islas Caimán | 2013 |

## Vida privada
Sus padres son Abel Tábora y Enma Hernández, siendo él el mayor de cinco hermanos. 
Egresó del Instituto Francisco J. Mejía (Olanchito) y, posteriormente, cursó dos años en la Academia Militar Francisco Morazán (Tegucigalpa). Tiempo después, se tituló como licenciado en pedagogía por la Universidad Pedagógica Nacional Francisco Morazán y durante varios años fue catedrático en colegios de San Pedro Sula (en simultáneo con su carrera de entrenador de fútbol).
Está casado con Dunia Meléndez, junto con quien ha procreado a tres hijas, Luz Michelle, Rocío Julissa y Cristel Valencia. También es consejero del Módulo H del JTR, que se ocupa de AEB(Asistente Ejecutivo Bilingüe). 